# 小学館の学年別学習雑誌

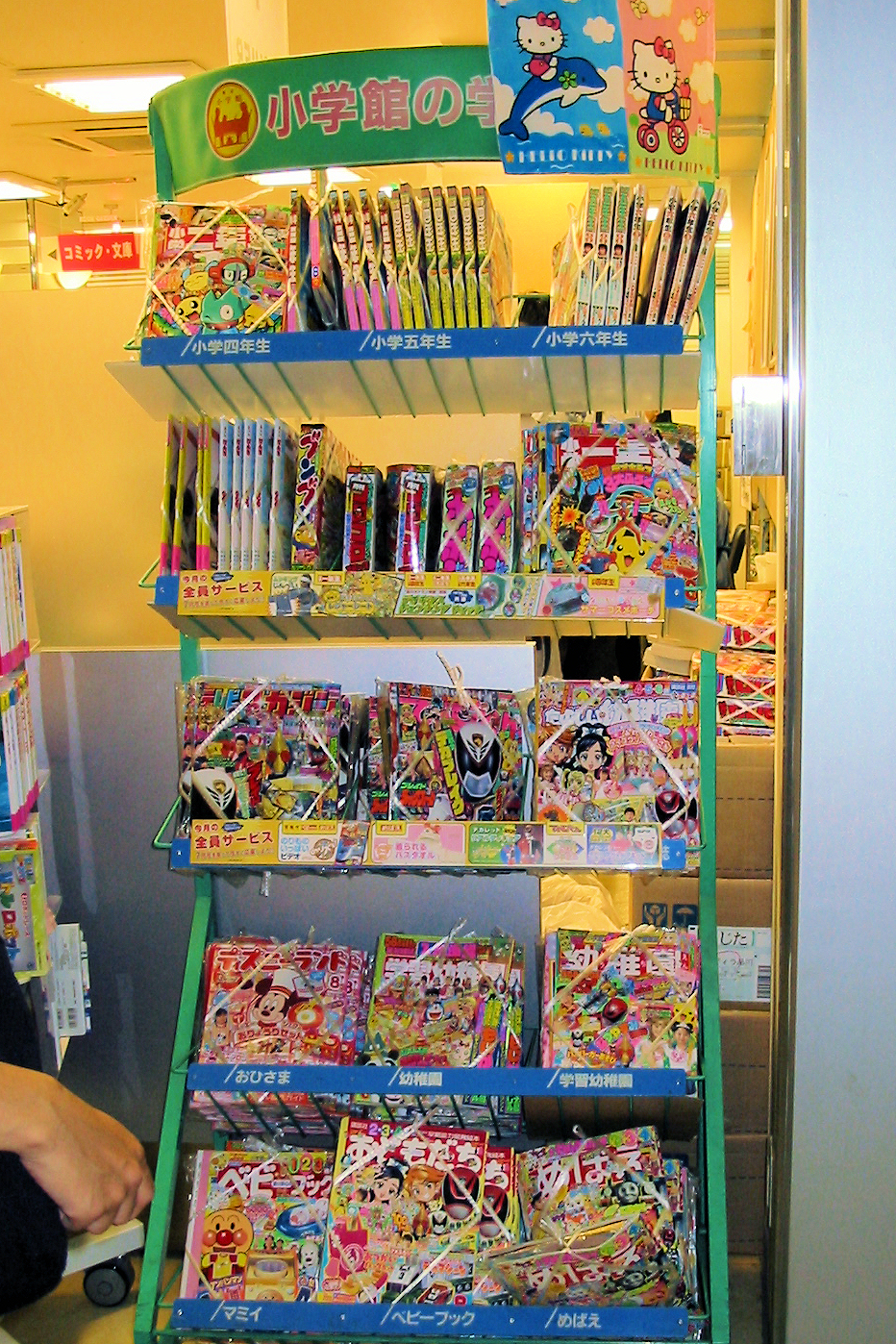
小学館の学習雑誌（など）が並ぶ売場（2004年撮影）

小学館の学年別学習雑誌（しょうがくかんのがくねんべつがくしゅうざっし）は、日本の出版社・小学館が1922年（大正11年）に創刊した、幼稚園児および小学生を対象にする学年別の総合雑誌。

## 概要
1922年（大正11年）8月8日、小学館が創業。10月に『小學五年生』と『小學六年生』を創刊した。次いで1924年（大正13年）に『小學四年生』、1925年（大正14年）に『セウガク一年生』『セウガク二年生』『せうがく三年生』が創刊した。現在は『小学一年生』と1982年（昭和57年）に創刊した季刊（2006年度までは月刊）の『学習幼稚園』と増刊扱いの『入学準備 小学一年生』の3誌が刊行されており、一般に「学年誌」と言えばこれらの雑誌を指す。『学習幼稚園』・『入学準備 小学一年生』は小学校入学を控えた5 - 6歳の年長児向け、『小学一年生』、そして廃刊した『小学二年生』から『小学六年生』までは誌名の通り、それぞれ小学生の読者の学年に対応している。
編集部は各誌別に設けられ、年度が変わると読者は自動的に1つ上の学年の雑誌に移るが編集部自体は繰り上がらず、次年度も同じ学年向け雑誌を編集する。
事実上の競合誌には、通信教育の『進研ゼミ小学講座』・『こどもちゃれんじ』（ベネッセ）や、出版物扱いながらも一般書店では購入できない『ポピー』（全日本家庭教育研究会）・『科学と学習』（学習研究社、末期には店頭販売も行われたが2010年に廃刊）などが挙げられる。これらと比較して多くの書店で購入できること、娯楽の要素を重視していることが特徴である。そのため『オバケのQ太郎』、『ドラえもん』、『あさりちゃん』、『とっとこハム太郎』など本誌から数多くの人気漫画が生み出され、1980年代後半以降は任天堂の人気テレビゲームから派生したキャラクターである『スーパーマリオ』、『星のカービィ』、『ポケットモンスター』などの漫画版を積極的に載せている。ゲームソフトの記事も、任天堂製ハードのものを中心に取り上げて、公式攻略本の発行にまで至る任天堂との蜜月関係を築いた。1990年代後半以降は『週刊少年サンデー』で連載された『名探偵コナン』をテレビアニメ化をきっかけに本誌でも積極的に展開することで、『週刊少年サンデー』の主な読者である中高生に加えて小学生にも爆発的な人気を作り上げてきた。
しかし、現在では学習用を重視した『進研ゼミ小学講座』の一人勝ちである。1980年代から1990年代の学習雑誌には『進研ゼミ小学講座』の広告が掲載され、購読を斡旋していた時期もあったが（後述）、その『進研ゼミ小学講座』が本誌の売り上げを奪うという事態になり、『小学二年生』から『小学六年生』の5誌が休刊に追い込まれる最大の原因になっている。1995年からは小学館と小学館集英社プロダクションが共同で『ドラえもん』をキャラクターとして起用した、学年誌の増刊扱いの学習教材『習熟ゼミ』→『ドラゼミ』（2019年3月号まで・同年4月号からは『まなびwith』にリブランディングし、東京都文京区に同名の学習塾を開塾。『まなびwith』では幼児向けではオリジナルキャラクターである『ぶんぐっず』が、小学生向けでは『名探偵コナン』が起用され、東京大学の謎解きイベント運営団体であるAnotherVisionとのコラボで産学連携しているが、2021年4月号より『まなびwith』は幼児向けとして存続し、小学生向けは『名探偵コナンゼミ』としてリニューアルすることが決定した。『名探偵コナンゼミ』では定額制謎解きゲームタイプの『名探偵コナンゼミ・オンラインコース』とまなびwith小学生向け教材をリニューアルした『名探偵コナンゼミ・ペーパーコース』とその両方をミックスした『名探偵コナンゼミ・ハイブリッドコース』の3種類があり、オンラインコースのみ大人向けバージョンもある）で通信教育業界に参入し、ベネッセに対抗している。
小学校中学年ごろになると娯楽の方面でも、男子は『コロコロコミック』・『週刊少年サンデー』や『週刊少年ジャンプ』（集英社）、『週刊少年マガジン』（講談社）などの少年漫画専門誌やゲーム専門誌、女子は『ニコ☆プチ』・『ニコラ』（新潮社）や『ピチレモン』（学習研究社）などのファッション雑誌や『ちゃお』・『Sho-Comi』や『りぼん』（集英社）、『なかよし』（講談社）、『花とゆめ』・『LaLa』（白泉社）などの少女漫画専門誌に多くの読者が移行する。そのため学年誌を途中で読まなくなる読者もいる。対して、逆に途中から読み始める読者は限られる。発行部数は学年が上がるごとに漸減傾向にあり、こちらに関しても前述の5誌が廃刊に追い込まれる原因になっている。
2010年度発売号からは内容がリニューアルし、学習記事の強化が図られ、『小学一年生』では毎号学習ドリルが付録として付いてくるようになった。しかし、1997年度から2009年度までは500円台だった価格が、2010年度以降は680円と大幅に値上げされ、結果的に部数は激減した。
読売新聞東京本社が2011年（平成23年）3月に創刊した小学生高学年向け週刊新聞『読売KODOMO新聞』の一部紙面に、小学館が制作協力を開始している。
2016年7月7日、『小学二年生』2016年8月号増刊として『小学8年生』（しょうがくはちねんせい）を試験的に発売 し、70%ほどの売れ行きだった。2017年2月15日より『小学二年生』増刊として新創刊した。本格的な創刊号となった2017年第1号は約8万5000部を完売した。誌名の『8』は7セグ数字ですべてのセグメントを点灯させた状態であり、「小学校の全学年対応」を意味するとしている。

## 休・廃刊誌
2017年度以降も引き続き刊行される『小学一年生』と、2016年度限りで廃刊した『小学二年生』についてはそれぞれの項目を参照。

### 小学三年生・四年生・五年生・六年生
2010年（平成22年）2月まで高学年向けに『小学五年生』と『小学六年生』、2012年（平成24年）2月まで中学年向けに『小学三年生』と『小学四年生』が発行されていた。この内『小学五年生』は1922年の創刊当初「児童の成長を阻害する天井を取り払う」意味を込めて数字の「五」の上部の線を無くした独自の題号を使用していた。また『小学六年生』では2005年（平成17年）以降、表紙において略称の「小六」を強調した題号を使用していた。
『五年生』と『六年生』は部数の低迷から、2009年度いっぱいで廃刊することが2009年（平成21年）10月26日に発表され、『五年生』は2010年（平成22年）2月3日発行の3月号、『六年生』は2009年（平成21年）12月28日発行の2・3月合併号が最終号となった。小学館側は部数低迷の一因を「男女の嗜好の差」と「情報・趣味・嗜好の多様化」としている。
休刊した高学年2誌に代わり、2010年（平成22年）4月15日に小学校高学年と中学生を読者ターゲットとした学習マンガ誌『GAKUMANplus』を隔月刊で創刊したが、2011年（平成23年）10月発売の11/12月号で廃刊した。休刊前の2誌が網羅していた女子向けローティーンファッション関連の情報は『DiaDaisy』（増刊）が年齢層を中学生にまで引き上げる形で引き継いだが、2010年（平成22年）8月までに3号が発売されたのみに留まり、事実上廃刊した。
中学年向けの『小学三年生』と『小学四年生』も2012年（平成24年）2月3日発売の同年3月号を以て廃刊した。
『三年生』と『四年生』の発行に変わる企画として中・高学年向けの『小学館の学習ムック』の発刊が発表され、2012年（平成24年）3月31日に第1号として『コナンをめざせ！謎解きチャレンジ 2012』が発行されたのを皮切りに、以後不定期に発行されている。
さらに、『小学二年生』も「「子どもの環境の大きな変化」と「趣味・嗜好の多様化」で読者のニーズと合致しない」という判断で2016年（平成28年）12月26日発売の17年2・3月合併号で廃刊する事となった。
一方で『ドラゼミ』の小学2年生 - 6年生コースは2019年3月号まで存続していた。

### 中高生向け
かつては中学生を対象とした学習雑誌である『中学生の友』（1949年（昭和24年） - 1963年（昭和38年））と、女子中学生・高校生を対象とした学習雑誌である『女学生の友』（1950年（昭和25年） - 1977年（昭和52年））、『プチセブン』の前身）も発刊された事があった。『中学生の友』は1957年（昭和32年）から1963年（昭和38年）の休刊まで『中学生の友1年』・『中学生の友2年』・『中学生の友3年』と学年別に分かれていた。

## ロゴマーク
男の子と女の子が向かい合って座るロゴマークは、1927年に同社が発行する学習雑誌や教育関連書籍に印字するマークとして制定され、その後リニューアルを繰り返し行い（1928年、1949年、1957年）、2001年に改変されたものが存続している。2018年元旦の読売新聞に掲載された『小学一年生』の広告では、新1年生に対する「本の世界には想像を超えた冒険が待っている」というメッセージを込めて、ロゴマークの子どもたちが宇宙や空や海底へと冒険して、幻の生き物や未来のロボットなどと遭遇する世界が描かれた。

## 沿革
- 1922年（大正11年） - 『小學五年生』『小學六年生』創刊。
- 1924年（大正13年） - 『小學四年生』創刊。
- 1925年（大正14年） - 『セウガク一年生』『セウガク二年生』『せうがく三年生』創刊。
- 1927年（昭和2年） - 学習雑誌のシンボルマークである「勉強マーク」（その後児童図書のシンボルマークに格上げ）制定[16]。
- 1941年（昭和16年） - 小学校が国民学校と改称。これに伴い誌名を『國民一年生』 - 『國民六年生』に変更。
- 1942年（昭和17年） - 戦時統制により、『良い子の友』と『少國民の友』に統合。
- 1946年（昭和21年） - 『コクミン一年生』『こくみん二年生』が復刊。
- 1947年（昭和22年） - 学校教育法に基づき国民学校が小学校と改称。これに伴い『小學一年生』に変更。12月に『小学四年生』復刊。
- 1948年（昭和23年） - 3月から『小学五年生』『小学六年生』が復刊し全学年誌が復刊。
- 1957年（昭和32年） - 1月号より『小学一年生』『小学二年生』『小学三年生』 をB5判サイズに拡大。
- 1980年（昭和55年） - 1994年（平成6年） - 流行語にもなったキャッチコピー『ピッカピカの一年生』（電通の杉山恒太郎の発案）を使った『小学一年生』のテレビCMシリーズが放映される（その後も一時期復活した）。
- 1982年（昭和57年）- 『学習幼稚園』創刊。
- 2009年（平成21年）10月26日 - 『小学五年生』、『小学六年生』を2009年度いっぱいで休刊にすることを発表[9]。
- 2009年（平成21年）12月28日 - 『小学六年生』最終号に当たる2010年2・3月合併号が発売。
- 2010年（平成22年） 2月3日 - 『小学五年生』最終号に当たる2010年3月号が発売。
- 2011年（平成23年）12月1日 - 『小学三年生』、『小学四年生』を2011年度いっぱいで休刊にすることを発表。
- 2012年（平成24年） 2月3日 - 『小学三年生』、『小学四年生』最終号に当たる2012年3月号が発売。
- 2016年（平成28年） 10月4日 - 『小学二年生』を2016年いっぱいで休刊にすることを発表。
- 2016年（平成28年） 12月26日  - 『小学二年生』最終号に当たる2017年2・3月合併号が発売。
- 2017年（平成29年） 2月15日  - 『小学8年生』創刊。
- 2023年（令和5年） 10月26日  - 小学生向け中学受験雑誌として、小学一年生12月号増刊『小学三年生 中学受験チャレンジ増刊』を年1回発行。2023年は首都圏版のみだったが、2024年は首都圏&近畿圏版に拡大[17][18]。

| 年度        | 小学六年生                  | 小学五年生 | 小学四年生 | 小学三年生     | 小学二年生     | 小学一年生     | 学習幼稚園 | 小学8年生 |
| ----------- | --------------------------- | ---------- | ---------- | -------------- | -------------- | -------------- | ---------- | --------- |
| 1922 - 1923 | 小學六年生                  | 小學五年生 | -          | -              | -              | -              | -          | -         |
| 1924        | 小學六年生                  | 小學五年生 | 小學四年生 | -              | -              | -              | -          | -         |
| 1925 - 1940 | 小學六年生                  | 小學五年生 | 小學四年生 | せうがく三年生 | セウガク二年生 | セウガク一年生 | -          | -         |
| 1941        | 國民六年生                  | 國民五年生 | 國民四年生 | こくみん三年生 | コクミン二年生 | コクミン一年生 | -          | -         |
| 1942 - 1945 | （青少年之友） （日本少女） | 少國民の友 | 少國民の友 | 少國民の友     | 良い子の友     | 良い子の友     | -          | -         |
| 1946        | （休刊）                    | （休刊）   | （休刊）   | こくみん三年生 | こくみん二年生 | コクミン一年生 | -          | -         |
| 1947        | （休刊）                    | （休刊）   | 小学四年生 | 小學三年生     | 小學二年生     | 小學一年生     | -          | -         |
| 1948 - 1981 | 小学六年生                  | 小学五年生 | 小学四年生 | 小学三年生     | 小学二年生     | 小学一年生     | -          | -         |
| 1982 - 2009 | 小学六年生                  | 小学五年生 | 小学四年生 | 小学三年生     | 小学二年生     | 小学一年生     | 学習幼稚園 | -         |
| 2010 - 2011 | （休刊）                    | （休刊）   | 小学四年生 | 小学三年生     | 小学二年生     | 小学一年生     | 学習幼稚園 | -         |
| 2012 - 2016 | （休刊）                    | （休刊）   | （休刊）   | （休刊）       | 小学二年生     | 小学一年生     | 学習幼稚園 | -         |
| 2017 -      | （休刊）                    | （休刊）   | （休刊）   | （休刊）       | （休刊）       | 小学一年生     | 学習幼稚園 | 小学8年生 |

## 現在の掲載作品
※括弧内は掲載学年および掲載期間を表す。
- ドラえもん -藤子不二雄 、藤子・F・不二雄 、 藤子プロ（1969年 -、全雑誌） ※連載開始時から藤本単独作
- ポケットモンスターシリーズ（1996年 -、現在は『学習幼稚園』・『入学準備』・『一年生』のみ）
- 名探偵コナン（原作は『週刊少年サンデー』掲載）（1996年 -、現在は『8年生』のみ）
- シルバニアファミリー（現在は『学習幼稚園』のみ）
- おはスタ（2000年代 -、現在は『一年生』のみ）
- すみっコぐらし（2019年 -、『学習幼稚園』・『一年生』）
- ちいかわ（2020年代 -、『一年生』）

## 過去の掲載作品
『小学一年生』『小学二年生』それぞれのみに連載された作品については小学一年生#過去の連載作品と小学二年生#過去の連載作品を参照。

### 1950年代掲載
- かば大王さま-新関健之助(『三年生』1950年4月号-1951年3月号→『四年生』)1951年4月号-1952年3月号→『五年生』1952年4月号-1953年3月号)
- パッピーくんのふしぎな旅-やなせたかし(『五年生』1952年10月号-1953年3月号)
- 前世紀少年サピン-山川惣治(『三年生』1954年4月号-1955年3月号→『四年生』1955年4月号-1956年3月号→『五年生』1956年4月号-1957年3月号→『六年生』1957年4月号-5月号)
- かわいいかっぱ子-清水崑(『二年生』1957年4月号-9月号)
- チャコちゃんの日記 - 今村洋子（『四年生』1967年5月号 - 1970年3月号、光文社『少女』、集英社『りぼん』でも連載）
- やりくりアパート→やりくり天国→やりくり三代記(1958年-1961年『三年生』、『四年生』)
- こぞうのぼんちゃん-石田英助(『一年生』)
- しあわせ王子-センバ太郎(『四年生』)
- ちびくろサンボ-センバ太郎(『二年生』)
- 他多数

### 1960年代掲載
- 番頭はんと丁稚どん(1960年-1962年『三年生』、『四年生』)
- ピロンの秘密-手塚治虫(『四年生』1960年10月号-1961年3月号→『五年生』1961年4月号-7月号)
- 星の子ガン - 藤子不二雄（『三年生』1961年4月号 - 12月号） ※合作
- ロケットけんちゃん - 藤子不二雄（『一年生』1960年4月号-1961年3月号→『二年生』1961年4月号 - 1962年3月号→『三年生』1962年4月号 - 1963年3月号） ※藤本担当作
- 背番号0-寺田ヒロオ(『四年生』1961年4月号-1962年3月号→『五年生』1962年4月号-1963年3月号→『六年生』1963年4月号-1964年3月号)
- シートン動物記-白土三平(『六年生』1961年6月号-1962年3月号)
- スポーツマン金太郎-寺田ヒロオ(1962年-1970年『一年生』-『三年生』、『五年生』、『六年生』)
- 鉄のサムソン-横山光輝(『一年生』1961年1月号-3月号→『二年生』1962年4月号-1963年3月号→『三年生』1963年4月号-1964年3月号→『四年生』1964年4月号-8月号)
- すすめロボケット - 藤子不二雄（1962年 - 1965年、『一年生』 - 『三年生』） ※藤本単独作
- ファイト先生 - 関谷ひさし（『四年生』1963年1月号 - 3月号→『五年生』1963年4月号 - 1964年3月号→『六年生』1964年4月号 - 1965年3月号）
- とびだせミクロ - 藤子不二雄（『一年生』1963年4月号 - 1964年3月号→『二年生』1964年4月号 - 1965年3月号→『三年生』1965年4月号 - 7月号） ※藤本単独作
- 海の王子 - 藤子不二雄（『四年生』1963年9月号付録→『三年生』1964年8月号 - 1965年3月号→『四年生』1965年4月号）
- マーちゃん ミーちゃん-前川かずお(『三年生』1964年4月号-1965年3月号→『四年生』1965年4月号-12月号)
- オバケのQ太郎 - 藤子不二雄（1965年 - 1967年、『一年生』 - 『六年生』） ※合作
  - 新オバケのQ太郎 - 藤子不二雄（1971年 - 1973年、『一年生』 - 『六年生』） ※藤本メインの合作
- 未来からきた少年 スーパージェッター（1965年2月号 - 1967年2月号）
- パキちゃんとガン太-前川かずお(『三年生』1965年6月号-1966年3月号)
- 宇宙エース（1965年6月号 - 1966年5月号）
- ウルトラシリーズ（ウルトラマンオーブまで）（1966年 - 2016年（中断時期あり））
- おそ松くん - 赤塚不二夫（1966年 - 1971年、『一年生』 - 『六年生』）
- ジャングル大帝 - 手塚治虫（1965年10月号 - 1966年12月号、『一年生』 - 『四年生』）
- ロボタンシリーズ（1966年11月号 - 1968年10月号、1986年2月号 - 10月号）
- 快獣ブースカ（1966年12月号 - 1967年10月号）
  - ブースカ! ブースカ!!（1999年11月号 - 2000年7月号）
- パーマン - 藤子不二雄（1966年 - 1968年、『一年生』 - 『六年生』（当初は『三年生』・『四年生』）、1983年4月号 - 1986年3月号、『三年生』・『四年生』） ※1960年代は藤本メインの合作。1980年代は藤本単独作
- 魔法使いサリーシリーズ（1967年1月号 - 1969年1月号、1989年11月号 - 1991年10月号）
- 悟空の大冒険（1967年2月号 - 10月号）
- トッポ・ジージョ(1967年4月号-1968年3月号『一年生』-『三年生』)
- 冒険ガボテン島（原作は少年誌である『週刊少年サンデー』掲載）（1967年5月号 - 1968年1月号）
- マッハGoGoGoシリーズ（1967年5月号 - 1968年4月号、1997年2月号 - 10月号）
- キャプテンウルトラ（1967年5月号 - 11月号）
- 仮面の忍者 赤影（原作は『週刊少年サンデー』 秋田書店の『週刊少年チャンピオン』掲載）（1967年5月号 - 1968年4月号）
- コメットさん（1967年8月号 - 1969年1月号、1978年7月号 - 1979年10月号）
- 遊星仮面-(1966年9月号-1967年3月号『三年生』)
- いなかっぺ大将 - 川崎のぼる（1967年 - 1972年、『一年生』 - 『六年生』）
- おらぁグズラだど（1967年11月号 - 1968年10月号）
- ジャイアントロボ（1967年11月号 - 1968年4月号、『一年生』 - 『三年生』）
- キャプテン・スカーレット(1967年12月号-1968年7月号)
- ウメ星デンカ - 藤子不二雄（1968年 - 1970年、『一年生』 - 『四年生』） ※藤本単独作
- ドカチン（1968年11月号 - 1969年4月号）
- バレエ星-谷ゆき子(『一年生』1969年1月号-3月号→『二年生』1969年4月号-1970年3月号→『三年生』1970年4月号-1971年3月号→『四年生』1971年4月号-12月号)
- ファイトだ!!ピュー太-ムロタニツネ象(1969年5月号-10月号『一年生』-『四年生』)
- 紅三四郎（1969年5月号 - 10月号）
- もーれつア太郎 - 赤塚不二夫（1969年 - 1971年、『一年生』 - 『四年生』）
- ミラーマン（1969年版）（1969年9月号 - 1970年3月号）
- 冒険ルビ-手塚治虫(1969年10月号-1970年7月号『一年生』-『三年生』)
- サザエさん（原作は大手紙である朝日新聞掲載。作画はアニメ版を制作するエイケンのスタッフが担当）（1969年12月号 - 1980年3月号『一年生』、『二年生』）
- 空中都市008（1969年8月号、『三年生』）
- CQ!ペット21(『五年生』)
- ケンちゃんシリーズ
- 他多数

### 1970年代掲載
- チビラくん（1970年4月号 - 1971年10月号）
- 昆虫物語 みなしごハッチシリーズ（1970年5月号 - 1972年1月号、1974年5月号 - 10月号、1989年8月号 - 1990年8月号）
- さすらいの太陽-藤川桂介、すずき真弓（1971年4月号 - 1972年9月号、『四年生』、 -1972年4月号-1972年3月号『五年生』1971年4月号-10月号『六年生』）
- 美しきチャレンジャー(1971年6月号-11月号『四年生』)
- なんたって18歳!(1971年11月号-1972年10月号)
- ミラーマン（1971年（テレビ放映）版）（1972年1月号 - 1973年1月号、全雑誌）
- 樫の木モック（1972年2月号 - 1973年1月号）
- 鉄腕アトムシリーズ-手塚治虫（原作は光文社、少年 産経新聞掲載）
  - 1972年版（1972年4月号 - 1973年3月号、『一年生』 - 『四年生』）
  - 鉄腕アトム アニメ第2作（1980年9月号 - 1981年12月号）(『一年生』-『三年生』)
  - アストロボーイ・鉄腕アトム（2003年5月号 - 2004年4月号）
- 怪獣ダイゴロウ(1972年4月号-1973年3月号)
- アニメドキュメント ミュンヘンへの道(1972年7月号-9月号『一年生』-『三年生』、『五年生』、『六年生』)
- 人造人間キカイダー（1972年8月号 - 1973年5月号、全雑誌）
- 決めろ!フィニッシュ(1972年7月号-10月号)
- アストロガンガー(1972年10月号-1973年3月号『一年生』-『三年生』)
- アイちゃんが行く!(1972年10月号-1973年3月号)
- 突撃! ヒューマン!!(1972年11月号-1973年3月号『一年生』-『五年生』)
- 赤い靴(1972年11月号-1973年10月号)
- 魔人ハンター ミツルギ(1973年1月号-5月号)
- けろっこデメタン（1973年2月号 - 10月号）
- 山ねずみロッキーチャック（1973年2月号 - 1974年1月号）
- ワンサくん(1973年5月号-10月号)
- キカイダー01（1973年8月号 - 1974年3月号、全雑誌）
- ジャングル黒べえ - 藤子不二雄（1973年4月号 - 1974年1月号、『一年生』 - 『五年生』) ※藤本単独作
- へんしん!ポンポコ玉(1973年5月号-9月号『一年生』-『五年生』)
- てんとう虫の歌 - 川崎のぼる（1973年 - 1976年、『一年生』 - 『六年生』）
- がんばれ!兄ちゃん(1973年9月号-1975年3月号『三年生』)
- バケルくん - 藤子不二雄（1974年 - 1976年、『二年生』 - 『四年生』） ※藤本単独作
- うわさの姫子-藤原栄子(1974年4月号-1985年11月号『五年生』・『六年生』)
- おはよう姫子(『一年生』1976年3月号、『二年生』1976年4月号-1980年3月号、『三年生』1977年4月号-1979年3月号、『四年生』1978年4月号-1979年3月号)

- ダメおやじとタコ坊(別題『ダメおやじ』『たこぼう』『がんばれ！タコ坊』、『タコ坊一家』) - 古谷三敏（1973年12月号 - 1975年3月号『一年生』-『六年生』)
- みきおとミキオ - 藤子不二雄（1974年5月号 - 1975年3月号、『四年生』・『五年生』） ※藤本単独作
- 宇宙戦艦ヤマト-松本零士(第1作のみ)(1974年10月号-1975年3月『四年生』、『五年生』)
- がんばれ!!ロボコン（1974年11月号 - 1977年4月号）
  - 燃えろ!!ロボコン（1999年2月号 - 2000年2月号）
- カリメロ(1作目のみ掲載)（1974年11月号 - 1975年10月号）
- はじめ人間ギャートルズ-園山俊二（『一年生』-『三年生』・『五年生』1974年11月号 - 1976年3月号、『四年生』、1974年11月号-1975年3月号）
- SFドラマ 猿の軍団(1974年11月号-1975年5月号『三年生』-『五年生』)
- 世界名作劇場（家なき子レミまで）（1975年2月号 - 1997年4月号、末期は『学習幼稚園』のみ）
- 名たんていカゲマン - 山根あおおに（『三年生』1975年 4月号- 1981年3月号、『四年生』1976年4月号-1979年3月号、『二年生』1978年4月号-1980年3月号、1982年10月号-1984年3月号）
  - 新名たんていカゲマン - 山根あおおに（『二年生』1984年4月号 - 1985年3月号、『三年生』1984年4月号 - 1985年1月号）
  - 探偵少年カゲマン - 玉井たけし（2001年4月号 - 2002年3月号、『二年生』 - 『四年生』）
- ラ・セーヌの星(1975年4月号-1976年1月号『二年生』、『五年生』)
- スーパー戦隊シリーズ（騎士竜戦隊リュウソウジャーまで）（1975年 - 2019年（末期には『学習幼稚園』のみ）
- 秘密戦隊ゴレンジャー→ひみつ戦隊ゴレンジャーごっこ-石ノ森章太郎(1975年4月号-1976年2月号『五年生』)
- それ行け!カッチン(1975年12月号-1977年3月号『一年生』-『四年生』)
- ハッピー・タンポポ-室山まゆみ(『五年生』1976年3月号-1978年3月号、1980年4月号-1981年3月号『六年生』1978年4月号-1979年3月号、1981年4月号-1982年1月号)
- ピコリーノの冒険（1976年5月号 - 1977年6月号）
- バウバウ大臣 - 藤子不二雄（1976年5月号 - 12月号、『二年生』 - 『四年生』） ※藤本単独作
- パンク・ポンク-たちいりハルコ(1976年11月号-1989年3月号、1993年4月号-1994年3月号、『二年生』-『五年生』)
- ポールのミラクル大作戦（1976年11月号 - 1977年10月号）
- ろぼっ子ビートン（1976年11月号 - 1977年10月号）
- ふしぎなガッツくん - 吉沢やすみ（『五年生』1976年12月号 - 1978年3月号）
- 5年3組魔法組（1977年1月号 - 11月号）
- ロボット110番（1977年5月号 - 1978年1月号）
- 冒険ファミリー ここは惑星0番地（1977年10月号 - 1978年2月号）
- 一発貫太くん（1977年10月号 - 1978年10月号）
- リトル巨人くん-内山まもる(『二年生』1977年2、3月号、1984年4月号-1986年3月号、『三年生』1977年4月号-1986年3月号、『四年生』1978年4月号-1979年3月号、1984年4月号-1986年3月号)
- ドンと鯉太郎 - 吉沢やすみ（『五年生』1978年4月号 - 11月号）
- ドラえもんの発明教室-しのだひでお、監修：藤子不二雄→藤子・F・不二雄(『五年生』1978年4月号-1989年3月号、『六年生』1986年4月号-1989年3月号) ※監修は藤本
- 未来少年コナン（1978年5月号 - 11月号）
- のんきくん-方倉陽二(1977年7月号-1989年3月号『二年生』-『四年生』、『六年生』)
- あさりちゃん - 室山まゆみ（1978年8月号 - 2014年3月号、全雑誌（連載開始年度・連載終了年度は『二年生』のみ））
- ぼくのハートちゃん - 吉沢やすみ（『四年生』1978年9月号 - 12月号）
- ふしぎ犬トントン（1978年11月号 - 1979年5月号）
- ガッツだ!ちび六 - のむらしんぼ（『六年生』1979年4月号 - 11月号）
- ドンドン大ちゃん - 吉沢やすみ（『四年生』1979年7月号 - 8月号）
- ファイト満まん - のむらしんぼ（『六年生』1979年12月号 - 1981年3月号）
- レッドマン
- ネコジャラ市の11人
- ゲゲゲの鬼太郎2作目-水木しげる(1971年9月号-1972年11月号『一年生』-『四年生』)
- シルバー仮面(1972年1月号-6月号)
- 快傑ライオン丸(1972年5月号-1973年4月号)
  - 風雲ライオン丸(1973年5月号-10月号『五年生』1973年6月号-9月号『二年生』、『三年生』)
- 赤胴鈴之助-武内つなよし(1972年4月号-1973年3月号)
- 科学忍者隊ガッチャマン(1972年9月号-1974年9月号)
  - 科学忍者隊ガッチャマンII(1978年11月号-1979年3月号『二年生』)
  - 科学忍者隊ガッチャマンF
- サンダーマスク(1972年4月号-1973年4月号『一年生』-『四年生』
- アイアンキング(1972年11月号-1973年5月号)
- ファイヤーマン(1973年1月号-8月号)
- ジャンボーグA(1973年2月号-12月号)
- イナズマン(1973年10月号-1974年5月号『一年生』-『四年生』)
  - イナズマンF(1974年6月号-10月号『一年生』-『四年生』)
- ドロロンえん魔くん-永井豪(1973年10月号-1974年4月号)
- ダイヤモンド・アイ(1973年7月号-1974年4月号)
- ゲッターロボ-石川賢(1974年5月号-1975年6月号『一年生』-『四年生』)
  - ゲッターロボG(1975年6月号-1975年4月号『一年生』-『四年生』)
  - ゲッターロボ號
- 電撃!! ストラダ5(1974年5月号-9月号『二年生』、『三年生』)
- 正義のシンボル コンドールマン(1975年4月号-9月号)
- タイムボカンシリーズ
  - タイムボカン
  - ヤッターマン
  - ゼンダマン
  - タイムパトロール隊オタスケマン
  - ヤットデタマン(『五年生』)
  - 逆転イッパツマン
  - ヤッターマン (第2期)
  - タイムボカン24
- ザ・カゲスター(1976年4月号-12月号『一年生』・『二年生』)
- ブロッカー軍団IVマシーンブラスター
- UFO戦士ダイアポロン(1976年5月号-10月号『一年生』-『三年生』)
- マシンハヤブサ(1976年4月号-10月号『一年生』-『三年生』)
- 長浜ロマンロボシリーズ
  - 超電磁ロボ コン・バトラーV(1976年4月号-1977年4月号『一年生』-『三年生』)
  - 超電磁マシーン ボルテスV(1977年10月号-19793月号『二年生』)
  - 闘将ダイモス(1978年5月号-1979年3月号『一年生』)
- 恐竜シリーズ
  - 恐竜探険隊ボーンフリー(1976年11月号-1977年3月号『一年生』・『二年生』)
  - 恐竜大戦争アイゼンボーグ(1977年11月号-1978年3月号『一年生』・『二年生』)
  - 恐竜戦隊コセイドン
- プロレスの星 アステカイザー(『五年生』1976年2月号・3月号『三年生』1976年7月号-1977年3月号)
- グロイザーX(1977年8月号-12月号『一年生』・『二年生』)
- 合身戦隊メカンダーロボ
- 氷河戦士ガイスラッガー
- 超合体魔術ロボ ギンガイザー
- 激走!ルーベンカイザー
- 超スーパーカー ガッタイガー
- 宇宙からのメッセージ・銀河大戦
- 宇宙魔神ダイケンゴー
- サイボーグ009シリーズ
- 未来ロボ ダルタニアス
- メガロマン
- 科学冒険隊タンサー5
- ミラクル少女リミットちゃん(1973年9月号-1974年3月号『一年生』-『四年生』)
- アルプスの少女ハイジ(1974年2月号-1975年1月号)
- 魔女っ子メグちゃん(1974年4月号-1975年10月号『一年生』-『五年生』)
- 風船少女テンプルちゃん
- 透明ドリちゃん
- 花の子ルンルン
- 他多数

### 1980年代掲載
- 森の陽気な小人たちベルフィーとリルビット（1980年2月号 - 8月号）
- 「まりちゃん」シリーズ-上原きみ子(1980年-1992年)
- 怪物くん(リバイバル版) - 藤子不二雄（1980年 - 1982年、『二年生』〜『五年生』） ※安孫子単独作。一部の回は藤子以外がまんが執筆を担当
- Dr.スランプ アラレちゃん（原作は集英社の少年誌である『週刊少年ジャンプ』掲載。1981年5月号 - 1986年3月号）
- 忍者ハットリくん - 藤子不二雄（1981年 - 1985年） ※安孫子単独作。一部の回は藤子以外がまんが執筆を担当
- ザ・にんぽーくん - のむらしんぼ（『六年生』1981年4月号 - 1982年2月号）
- うる星やつら（原作は少年誌である『週刊少年サンデー』掲載）（1981年11月号 - 1986年4月号）
- えぐえぐヒーローくん - のむらしんぼ（『六年生』1982年4月号 - 1983年2月号）
- 釣りバカ大将-桜多吾作(『四年生』1982年4月号-1984年3月号)
- 一ッ星家のウルトラ婆さん(『四年生』1982年11月号-1983年3月号)
- おれはキメ丸 - のむらしんぼ（『六年生』1983年9月号 - 1984年2月号）
- とつげき百太郎 - のむらしんぼ（『六年生』1984年4月号 - 1985年1月号）
- キン肉マン（原作は集英社の少年誌である『週刊少年ジャンプ』掲載）（1984年4月号 - 1986年11月号）
- カイの旅立ち-六田登(『六年生』1983年4月号-1985年3月号)
- プロゴルファー猿 - 藤子不二雄→藤子不二雄Ⓐ（1985年5月号 - 1988年4月号） ※安孫子単独作。
- オバケのQ太郎（1985年版） - 藤子不二雄（1985年5月号 - 1987年4月号、全雑誌） ※まんが執筆は風太朗らが担当
- なの花つぼみ（別題・つぼみちゃん） - 土田よしこ（『一年生』、『二年生』1985年4月号 - 1987年3月号、『三年生』1985年2月号-1988年3月号『五年生』1987年4月号-10月号）
- つるピカハゲ丸 - のむらしんぼ（1986年 - 1992年、『学習幼稚園』・『二年生』1986年10月号-1992年11月号、『四年生』1987年3月号 - 1989年10月号『五年生』1987年4月号-1991年3月号、『一年生』1988年3月号-1989年3月号、『三年生』1988年4月号-1990年8月号、『六年生』1988年4月号-1990年11月号）
- おぼっちゃまくん - 小林よしのり（1989年 4月号- 1991年10月号、『三年生』）
- ファミコンロッキー-あさいもとゆき(『五年生』1985年10月号-1988年3月号)
- ドラゴンボール（原作は集英社の少年誌である『週刊少年ジャンプ』掲載）（1986年4月号 - 1989年4月号）
  - ドラゴンボールZ（原作は集英社の少年誌である『週刊少年ジャンプ』掲載）（1989年5月号 - 1996年3月号）
- エスパー魔美（1987年5月号 - 1989年11月号）
- すうぱあかぐや姫-室山まゆみ(1987年4月号-1991年3月号『三年生』)
- Sweetらぶらぶ-井口ユミ(1986年4月号-1989年12月号『二年生』-『四年生』)
- 仮面ライダーシリーズ（仮面ライダージオウまで）（1987年 - 2019年（中断時期あり、末期には『学習幼稚園』のみ））
- ミニ四トップ-たなかてつお(『三年生』-『六年生』1988年12月号-1990年11月号)
- キテレツ大百科（1988年4月号 - 1989年3月号）
- ビリ犬（1988年8月号 - 1989年4月号）
  - ビリ犬なんでも商会（1989年5月号 - 10月号）
- それいけ!アンパンマン（原作はフレーベル館から刊行しているが一時期大手紙である読売新聞にて『とべ!アンパンマン』のタイトルで漫画掲載）（1988年11月号 - 1996年頃、『学習幼稚園』・『入学準備』・1988年11月号 - 1990年6月号、『一年生』 - 『三年生』）
- チンプイ（1989年12月号 - 1991年5月号『学習幼稚園』）
- パタリロ!（原作は白泉社の少女誌である『別冊花とゆめ』掲載）
- 太陽の子エステバン
- サイボットロボッチ
- フクちゃん（原作は大手紙である朝日新聞・毎日新聞掲載）
- Gu-Guガンモ（原作は少年誌である『週刊少年サンデー』掲載）
- オヨネコぶーにゃん（原作は少女誌である『週刊少女コミック』掲載）
- TVオバケてれもんじゃ
- へーい!ブンブー
- 宇宙船サジタリウス
- 東映不思議コメディーシリーズ
  - もりもりぼっくん
  - おもいっきり探偵団 覇悪怒組
  - じゃあまん探偵団 魔隣組
  - 魔法少女ちゅうかなぱいぱい!
  - 魔法少女ちゅうかないぱねま!
  - 美少女仮面ポワトリン
  - 不思議少女ナイルなトトメス
  - うたう!大龍宮城
  - 有言実行三姉妹シュシュトリアン
- 宇宙大帝ゴッドシグマ
- がんばれ元気
- とんでも戦士ムテキング
- Xボンバー
- 百獣王ゴライオン
- ダッシュ勝平
- メタルヒーローシリーズ
  - 宇宙刑事シャリバン
  - 特警ウインスペクター
  - 特救指令ソルブレイン
  - 特捜エクシードラフト
  - 特捜ロボジャンパーソン
  - ブルースワット
  - 重甲ビーファイター
  - ビーファイターカブト
  - ビーロボカブタック
  - テツワン探偵ロボタック
- 機甲艦隊ダイラガーXV
- ゲームセンターあらし-すがやみつる(1982年4月号-1983年3月号『二年生』、1982年4月号-1983年6月号『三年生』、1982年10月号-1983年3月号『一年生』)
- 超時空要塞マクロス(『二年生』、『三年生』)
  - マクロス7
- 光速電神アルベガス
- キャプテン翼（原作は集英社の少年誌である『週刊少年ジャンプ』掲載）
- 星雲仮面マシンマン
- ビデオ戦士レザリオン
- ゴッドマジンガー
- 星銃士ビスマルク
- 兄弟拳バイクロッサー
- 忍者戦士飛影
- 銀牙 -流れ星 銀-（原作は集英社の少年誌である『週刊少年ジャンプ』掲載）
- マシンロボシリーズ
  - マシンロボ クロノスの大逆襲
  - マシンロボ ぶっちぎりバトルハッカーズ
  - 出撃!マシンロボレスキュー
- 聖闘士星矢（原作は集英社の少年誌である『週刊少年ジャンプ』掲載）
- がんばれ!キッカーズ - ながいのりあき(『五年生』、『六年生』1985年4月号-1988年3月号)
- ビックリマンシリーズ
  - ビックリマン(1987年-1989年)
  - 新ビックリマン(1989年-1990年)
  - スーパービックリマン(1991年-1994年『一年生』-『四年生』)
  - ビックリマン2000(1999年-2001年『一年生』-『五年生』)
- 仮面の忍者 赤影
- 魔神英雄伝ワタル
  - 魔神英雄伝ワタル2
  - 超魔神英雄伝ワタル
- 魔動王グランゾート
- まじかるハット-方倉陽ニ(1989年4月号-1990年11月号『一年生』、『二年生』、『四年生』、『六年生』)
- ダッシュ!四駆郎
- 魔法少女ララベル-藤原栄子(1980年2月号-1981年3月号『一年生』-『三年生』)
- ハロー!サンディベル
- 魔法のプリンセス ミンキーモモシリーズ
- レディジョージィ（原作は少女誌である『週刊少女コミック』掲載）
- ぴえろ魔法少女シリーズ
  - 魔法の天使クリィミーマミ
  - 魔法の妖精ペルシャ
  - 魔法のスターマジカルエミ
  - 魔法のアイドルパステルユーミ
  - 魔法のデザイナーファッションララ（ぴえろとセイカのコラボレーションオリジナル商品の連載化作品）
- アイドル伝説えり子(『四年生』)
- 他多数

### 1990年代掲載
- ガタピシ（原作は大手紙である朝日新聞掲載）（1990年5月号 - 1991年4月号）
- スーパーマリオくん - 沢田ユキオ（1991年 - 2003年、『学習幼稚園』・『三年生』1991年4月号-2003年3月号・『四年生』1992年4月号-1996年7月号）
  - 現在は「月刊コロコロコミック」にて連載中。
- スピルバーグのアニメ タイニー・トゥーン - 木村光雄（漫画）（『一年生』-『三年生』1991年4月号 - 1993年2月号『四年生』1991年4月号-1992年3月号）
- ミコ・ヒミコ - 村上もとか（『六年生』1991年4月号 - 1993年4月号）
- はれた日は学校をやすんで - 西原理恵子（『六年生』1991年2月号 - 1992年6月号）
- どろろんぱっ! - 室山まゆみ（1991年5月号 - 10月号）
- 21エモン（1991年6月号 - 1992年4月号）
- いまどきのこども - 玖保キリコ（『一年生』1991年6月号 - 1994年11月号・『六年生』1991年5月号 - 1994年3月号）
- ウルトラ怪獣かっとび!ランド-玉井たけし(1989年-1993年『二年生』、『三年生』、『五年生』、『六年生』)
- おせっかいくん - のむらしんぼ（『四年生』1991年11月号 - 1993年9月号）
- 仮面ライダーSD 爆走笑学校 - 玉井たけし（1992年 - 1994年、『二年生』 - 『五年生』）
- キッチョメン!石神井先生-泉昌之(1992年4月号-1995年2月号『五年生』)
- チロリン村物語（1992年5月号 - 1993年4月号）
- 星のカービィ - さくま良子（1992年 - 2008年、『一年生』 - 『三年生』）
- コボちゃん-植田まさし・エイケン(原作は 読売新聞連載)(『四年生』1992年10月号-1993年3月号、『三年生』1993年1月号-1994年3月号)
- ポコニャン!（1993年5月号 - 1996年2月号）
- パッパラ天国 - いしいひさいち（『四年生』1994年3月号 - 8月号）
- ゴールFH(1994年4月号-1995年3月号『五年生』)
- ファイターズヒストリー（1994年‐6月号『六年生』。SFC版）
- 餓狼伝説スペシャル（1994年‐6月号『六年生』。SFC版）
- まかせてダーリン-鈴木雅洋(『五年生』1994年12月号-1996年1月号)
- ゆめ色ふあんた - マヤよーこ（『二年生』1995年2月号 - 1995年3月号・『三年生』1993年4月号 - 1996年3月号・『四年生』1995年4月号 - 1996年3月号）
- アルカードくん - Moo.念平（1995年-1997年『二年生』・『四年生』）
- とっても!ぷよぷよ - たちばな真未（『学習幼稚園』・『三年生』1995年4月号-2000年3月号、『一年生』1995年9月号-1998年10月号、『二年生』、『四年生』1996年4月号-1998年9月号、）
- KYŌ - たかしげ宙、皆川亮二（『五年生』1995年3月号→『六年生』1995年4月号 - 1996年3月号）
- おまじないネコ チャクラくん-じょうさゆり（1994年-2001年、『三年生』、『五年生』、『六年生』）
- ラク勉!ガンバくん - のむらしんぼ（『三年生』1995年4月号 - 1996年2月号）
- 戦え!グリーンベレーくん - 中島徹（『六年生』1995年9月号 - 1996年3月号→『五年生』1996年4月号 - 2000年3月号）
- モジャ公（1995年11月号 - 1997年4月号）
- ダッシュボーイ天-徳田ザウルス(『五年生』1995年11月号-1997年8月号、『三年生』1997年4月号-11月号)
- 4年B組ヤンパチ先生 - いしいひさいち（『四年生』1996年4月号 - 8月号）
- 星のカービィ デデデでプププなものがたり - ひかわ博一（『四年生」1996年4月号 - 2002年3月号）
- 諸葛孔明伝 - 藤原芳秀・原作:瀬戸龍哉（『六年生』1996年4月号 - 1997年3月号）
- 水色時代 -12歳の季節- - やぶうち優（『六年生』1996年4月号 - 1997年3月号）
- バケツでごはん(原作は ビッグコミックスピリッツ連載)(『六年生』1996年4月号-9月号)
- 6年3組スターなやつら - 藤原よしこ（『六年生』1996年7月号 - 2002年2・3月号）
- 少女少年シリーズ - やぶうち優（『五年生』1997年3月号→『六年生』1997年4月号 - 2002年3月増刊号・『四年生』2002年2月号 - 3月号→『五年生』2002年4月号 - 2004年2月号。後にちゃおデラックスを経て、ちゃおで連載していた）
- ポケットモンスターSPECIAL - 日下秀憲・山本サトシ（初期は真斗）（『三年生』2003年5月号 - 2003年7月号および2004年4月号 - 2006年3月号、2006年12月号 - 2007年3月号・『四年生』1997年4月号 - 2012年3月号・『五年生』1997年4月号 - 2010年3月号・『六年生』1997年4月号 - 2004年5月号および2004年9・10月号、2006年4月号 - 2006年9月号、2007年4月号 - 2010年2・3月合併号。その後コロコロイチバン!とサンデーうぇぶりに移動）
- とっとこハム太郎シリーズ - 河井リツ子（1997年 - 2007年、全雑誌（末期には『学習幼稚園』・『入学準備』のみ））
- ポケモン4コマ大百科 - やましたたかひろ（1997年 - 2010年代前半、『一年生』 - 『五年生』）
- こっちむいて!みい子-おのえりこ(原作はちゃお連載)(『三年生』1997年4月号-1998年3月号)
- ウイニング嵐-鈴木雅洋(『五年生』1997年4月号-1998年1月号、『六年生』1997年4月号-12月号)
- はれときどきぶた(1997年9月号-1998年8月号『一年生』、『二年生』)
- ポケモンゲットだぜ!-あさだみほ(1998年4月号-2002年3月号『一年生』-『四年生』)
- ふしぎのチョコボ - たちばな真未（『学習幼稚園』・『一年生』、『二年生』1998年11月号-2000年2月号・『三年生』1998年11月号-1999年8月号）
- 未来レーサーブイツイン-三鷹公一(1999年4月号-2000年3月号『二年生』、『三年生』)
- 冒険時空タイムネット-山田桜丸、征矢浩志(『五年生』1999年4月号-2000年2月号、『六年生』1999年4月号-2000年2・3月号)
- キョロちゃん（1999年8月号 - 2001年4月号）
- ドンキーコング（1999年11月号 - 2000年7月号）
- 3丁目のタマ うちのタマ知りませんか?
- ムカムカパラダイス（原作は少女誌である『ちゃお』掲載）-いがらしゆみこ原作 芝風美子(『四年生』1993年10月号-1994年9月号)
- ザ・ドラえもんズ
- からくり剣豪伝ムサシロード
- 江戸っ子ボーイ がってん太助-樫本学ヴ(『一年生』-『三年生』)
- タスマニア物語
- 機甲警察メタルジャック
- ドッジ弾平-こしたてつひろ（原作は『コロコロコミック』掲載）(『四年生』1990年4月号-1993年2月号)
- 超電動ロボ 鉄人28号FX
- 南国少年パプワくん（原作はスクウェア・エニックスの少年誌である『月刊少年ガンガン』掲載）
- 剣勇伝説YAIBA（原作は少年誌である『週刊少年サンデー』掲載）
- 爆走兄弟レッツ&ゴー!!-こしたてつひろ（原作は『コロコロコミック』掲載）(『四年生』1995年11月号-1998年3月号)
  - 爆走兄弟レッツ&ゴー!!MAX(『四年生』1998年4月号-6月号)
- 超特急ヒカリアン
  - 電光超特急ヒカリアン
- ビーダマンシリーズ
  - Bビーダマン爆外伝
  - Bビーダマン爆外伝V
- アイドル天使ようこそようこ
- ママは小学4年生（『四年生』のみ）
- 花の魔法使いマリーベル（『二年生』のみ）
- 姫ちゃんのリボン（原作は集英社の少女誌である『りぼん』掲載）
- みかん絵日記（原作は白泉社の少女誌である『月刊LaLa』掲載）
- 赤ずきんチャチャ（原作は集英社の少女誌である『りぼん』掲載）
- ウェディングピーチ（原作は少女誌である『ちゃお』掲載）(『一年生』-『四年生』)
- とんでぶーりん - 池田多恵子（原作は少女誌である『ちゃお』掲載）
- ナースエンジェルりりかSOS（原作は集英社の少女誌である『りぼん』掲載）
- キューティーハニーF（原作は少女誌である『ちゃお』掲載）(1997年3月号-1998年2月号『一年生』-『四年生』)
- ふしぎ魔法ファンファンファーマシィー（原作は読み聞かせ絵本誌である『おひさま』掲載）
- コレクター・ユイ（原作は少女誌である『ちゃお』掲載）
- エスパークス(『二年生』、『三年生』、『五年生』、『六年生』)
- PaPiPuペット(『六年生』)
- 他多数

### 2000年代掲載
- ふしぎ占い少女 ちょっとだけ★マーメイド - たちばな真未（2000年-2003年『三年生』、『四年生』）
- EVE★少女のたまご★ - やぶうち優（『五年生』2000年4月号 - 2001年3月号）
- めざせ!!カードマスター-印照(『五年生』2000年4月号-2001年3月号)
- ぞくぞくヒーローズ(2000年4月号-2001年3月号『三年生』、『四年生』)
- 爆転シュート ベイブレードシリーズ（原作は学童向け漫画誌である『コロコロコミック』掲載）（2001年2月号 - 2004年1月号）
- ゾイドバトラー雷牙-帯ひろ志(『四年生』2000年10月号-2002年1月号、『五年生』2000年10月号-2002年3月号)
- ドール=ガール-のぞみえるつきよ、たちばな真未(2000年-2001年『四年生』)
- とっても!ミニモニ。 - こやまゆき（2001年4月号 - 2004年6月号、『一年生』 - 『四年生』）
- どうぶつの森（2001年 - 2017年、『一年生』 - 『六年生』）
  - どうぶつの森 ニコニコ村ものがたり - こやまゆき（『一年生』のみ）
  - どうぶつの森 ホヒンダ村だより - あべさより（『二年生』-『六年生』）
  - みんなの どうぶつの森 - こやまゆき（『四年生』2007年4月号-2009年3月号、『三年生』2009年4月号-2010年3月号）
- おでんくん - リリー・フランキー（2002年10月号 - 2003年3月号、『一年生』・『五年生』）
- 星のカービィ プププランドの仲間たち-姫野かげまる(『五年生』2001年12月号-2003年3月号『六年生』2003年1月号-2・3合併号)
- Dr.リンにきいてみて!（原作は少女誌である『ちゃお』掲載）（2001年 - 2002年、『学習幼稚園』）
- Cosmic Baton Girl コメットさん☆（2001年 - 2002年）
- カスミン（2001年11月号 - 2003年10月号）
- 伝説のスタフィー-あべさより(『二年生』2002年3月号→『三年生』2002年4月号-12月号)
- ロックマンエグゼシリーズ（2002年4月号 - 2006年10月号）
- ズボラーキングのばらちゃん-兎野みみ(2002年4月号-2003年3月号『三年生』-『六年生』)
- ミルモでポン!（原作は少女誌である『ちゃお』掲載）（2002年4月号 - 2005年10月号）
- なないろ☆ミラクル - かなき詩織（2003年4月号 - 2006年3月号、『二年生』 - 『六年生』）
- 絶体絶命でんぢゃらすじーさん - 曽山一寿（『四年生』2002年11月号 - 2010年3月号、『三年生』でも不定期掲載）
  - 現在は「月刊コロコロコミック」他にて「なんと!でんぢゃらすじーさん」として連載中。
- マサルの一手! - 村川和宏・将棋監修：森内俊之（『五年生』2002年11月号 - 2006年1月号）
- がんばれ!ドッジファイターズ - 斎藤むねお・原作:村上としや（『三年生』-『六年生』2003年1月号 - 2006年2月号）
- フルーツのようせいポップンベリー-杉木ヤスコ（2003年4月号-2005年3月号『一年生』-『三年生』）
- 封鏡伝奇 タオの虎-のぞみえるつきよ、たちばな真未（『三年生』2003年4月号-2004年3月号）
- コロッケ!（原作は学童向け漫画誌である『コロコロコミック』掲載）（2003年5月号 - 2005年4月号）
- 金色のガッシュベル!!（原作は少年誌である『週刊少年サンデー』掲載）（2003年5月号 - 2006年4月号）
- オー!マイキー（2003年4月号-2004年3月号『五年生』）
- 美少女戦士セーラームーン実写版（原作は講談社の少女誌である『なかよし』掲載）（2003年11月号 - 2004年10月号）
- 超星神シリーズ
  - 超星神グランセイザー（2003年11月号 - 2004年10月号）
  - 幻星神ジャスティライザー（2004年11月号 - 2005年10月号）
  - 超星艦隊セイザーX（2005年11月号 - 2006年10月号）
- ないしょのつぼみ - やぶうち優（『四年生』2004年3月号→『五年生』2004年4月号 - 2010年3月号→『四年生』2010年4月号 - 2012年3月号）
  - ないしょのつぼみ 0期 - やぶうち優（『三年生』2006年3月号→『四年生』2006年4月号 - 2007年2月号）
- しっぽでハッピー - 兄崎ゆな（『五年生』2004年4月号 - 2005年3月号）
- ふわふわ♥シナモン/プリ☆かわ▽シナモエンジェルズ - せきちさと・つきりのゆみ（2004年 - 2008年、『一年生』 - 『五年生』）
- トキメキW! - 森江真子（2004年8月号 - 2005年3月号、『一年生』 - 『四年生』）
- オシャレ魔女♥ラブandベリー（2004年 - 2008年）
- ミッドナイトホラースクール（2004年、『二年生』）
- GoGo!たまたま♪たまごっち - ヤスコーン（2005年 - 2015年、『入学準備』・『一年生』 - 『四年生』）
- トップ 放課後社長は12さい - 岩田和久・原作:野村伸（『五年生』2005年3月号→『六年生』2005年4月号 - 2007年2月号）
- アイアンフェザー(『三年生』2005年4月号-2006年3月号)
- メイプルメイド-山辺麻由（2005年-2006年『五年生』）
- ブレイブ・ストーリー（『五年生』2005年4月号-8月号）
- ふしぎ星の☆ふたご姫シリーズ（2005年4月号 - 2007年4月号、『学習幼稚園』・『入学準備』）
- Dr.コトー診療所 島の子供たち-山田貴敏(原作は青年誌『週刊ヤングサンデー』→『ビックコミックオリジナル』連載)(2005年-2006年『五年生』)
- 魔弾戦記リュウケンドー（2006年2月号 - 2007年1月号）
- ぜんまいざむらい - m&k（2006年5月号 - 2010年4月号、『学習幼稚園』・『入学準備』・『一年生』・『二年生』）
- なないろ☆ジュエル - かなき詩織（2006年4月号 - 2008年3月号、『三年生』 - 『六年生』）
- ヒミツのわん★タッチ - 兄崎ゆな（『五年生』2006年4月号 - 2009年2月号『六年生』2008年4月号-2009年2・3合併号）
- きらりん☆レボリューション - 小坂まりこ・池田多恵子、原作 中原杏（2006年4月号 - 2009年3月号、『学習幼稚園』・『入学準備』・『一年生』 - 『四年生』）
- 空色のおんぷ - 池田多恵子（『四年生』2006年4月号 - 2007年3月号）
- トホホな犬 - あいみてつろう（2006年 - 不明、『学習幼稚園』・『入学準備』・『三年生』 - 『六年生』）
- 出ましたっ!パワパフガールズZ（2006年8月号 - 2007年7月号）
- 水戸黄門外伝 DokiDokiアキの忍法帳 - すぎえみこ（『五年生』2006年9月号 - 2007年3月号）
- 暴君ハバネロ ウマカラ4コマ（2006年9月号 - 2010年3月号『五年生』（後に『六年生』でも連載）→2010年4月号-2011年3月号『四年生』）
- 空色のエプロン - 池田多恵子（『四年生』2007年4月号 - 2008年3月号）
- うちゅうの王 - 佐々木健（ささけん）・将棋監修:森内俊之（『五年生』2007年4月号 - 2008年3月号）
- 556ラボ - 姫川明（2007年4月号 - 2008年3月号、『五年生』・『六年生』）
- ミニ四駆レーサー カケル - 坂井孝行（2007年4月号 - 2010年3月号、『三年生』 - 『五年生』）
- はっぴーカッピ - キャンディぐみ+SunCarat（2007年 - 2011年、『一年生』 - 『四年生』）
- ゼルダの伝説 夢幻の砂時計 - 姫川明（『五年生』2008年3月号→『六年生』2008年4月号 - 2009年3月号）
- やまちゃんのおはスタギャグTV - 河合じゅんじ（2008年4月号 - 2009年3月号、『一年生』 - 『三年生』）
- 風の棋士ショウ - 武村勇治・将棋監修:森内俊之（2008年4月号 - 2009年3月号、『五年生』・『六年生』）
- ペンギンの問題 - 嵩瀬ひろし、さくま良子、原作:永井ゆうじ（2008年 - 2011年、『一年生』 - 『四年生』）
- スティッチ!（2008年 - 2011年、『学習幼稚園』・『一年生』 - 『五年生』）
- イナズマイレブンシリーズ（2008年11月号 - 2014年3月号）
  - イナズマイレブン
  - イナズマイレブンGO
- ポケモントライアドベンチャー - あさだみほ（『三年生』2009年4月号 - 2011年3月号）
- 極上!!めちゃモテ委員長 - にしむらともこ（原作は少女誌である『ちゃお』掲載）（2009年 - 2011年、『一年生』 - 『四年生』）
- ジュエルペット（2009年 - 2015年、『学習幼稚園』・『一年生』・『二年生』）
- リルぷりっ - 陣名まい（2009年4月号 - 2011年、『学習幼稚園』・『一年生』 - 『三年生』）
- おはスタOHA!らんど - 上重☆さゆり（2009年4月号 - 2010年3月号、『一年生』 - 『三年生』）
- わがままファッション GIRLS MODE〜みらのSTYLE-かなき詩織(『四年生』2009年4月号-2010年3月号)
- みらくる! ぱんぞう-つるおかけんじ(『学習幼稚園』・『一年生』-『三年生』)
- 快盗!ポケモン7-あさだみほ(『二年生』、『三年生』)
- ギャラクシーエンジェル（原作はKADOKAWAの漫画誌である『月刊ドラゴンジュニア』掲載）
- ぴたテン（原作はKADOKAWAの漫画誌である『電撃コミックガオ!』掲載）
- デュエル・マスターズ（原作は『月刊コロコロコミック・別冊コロコロコミック』掲載）（『三年生』 - 『六年生』）
  - 現在は「月刊コロコロコミック」他にて連載中。
- 甲虫王者ムシキング（『学習幼稚園』・『入学準備』・『一年生』 - 『三年生』）
- 古代王者恐竜キング（『入学準備』・『一年生』 - 『四年生』）
- 他多数

### 2010年代掲載
- はなかっぱ（2010年 - 不明、『一年生』）（原作はKADOKAWAの同名絵本・毎日小学生新聞にて漫画版を掲載）
- プリティーシリーズ（2010年 - 2017年3月号、『一年生』 - 『四年生』）
  - プリティーリズム・ミニスカート
  - プリティーリズム・オーロラドリーム
  - プリティーリズム・ディアマイフューチャー
  - プリティーリズム・レインボーライブ
  - プリパラ
- アイカツ!シリーズ（2012年 - 2017年3月号、『一年生』・『二年生』）
  - アイカツ!
  - アイカツスターズ!
- 妖怪ウォッチシリーズ（2014年 - 2023年、『一年生』（不定期掲載））
- リルリルフェアリル（2016年 - 2017年3月号、『一年生』・『二年生』）
- ガールズ×戦士シリーズ（2017年 - 2022年、『学習幼稚園』・『一年生』）
- 新幹線変形ロボ シンカリオンシリーズ（2018年2月号 - 2019年7月号、2021年5月号 - 2022年4月号、『学習幼稚園』）
- チコちゃんに叱られる! - あべさより（2019年4月号 - 2020年8月号、『学習幼稚園』・『一年生』・『8年生』）
- 他多数

### 掲載開始年不明作品
- ムツゴロウシリーズ（フォトドキュメンタリー） - 畑正憲
- 闇狩り師(『四年生』)
- 他多数

## 誌面の変遷
1960年代までは、娯楽性よりも学習誌としてのスタンスを重視していた。しかし1970年代になるとウルトラマン等の特撮やアニメ・バラエティ番組等のテレビ番組やテレビゲーム、玩具の記事を載せたりする等、次第に娯楽性を重視していく。表紙もそれまでは子供の肖像だったものを、『小学一年生』 - 『小学三年生』では連載漫画やアニメのキャラクター、『小学五年生』・『小学六年生』ではアイドル歌手や人気女優の写真を、『小学四年生』ではその両方を使うようになった。
1980年代半ばからジャンル別の雑誌が多数発行されるようになると、高学年向けの『小学六年生』では1990年10月号の「ゴルバチョフの挑戦」等政治問題や、『13歳のハローワーク』著者の村上龍の監修による2005年4月号の「12歳のハローワーク」等就職問題を取り上げたり、2ちゃんねるのAA・顔文字を掲載したりする等、時代に合わせて新しいものや別の方向性を取り入れようと変化しており、読者層の獲得に努める様子がうかがえていた。その過程で1990年代前期 - 中盤にはややアングラ寄りのサブカルチャー色の強い路線、1990年代後半 - 2000年代前期にはティーンズファッション・芸能情報メインの路線へ舵を切っていた。
ページ数は現在、最盛期の半分に減っている。対して値段は、物価の違いを考慮したとしても最盛期の倍といった状況にある。
現在も子供自身の意向では無く、保護者の意向で購入されている場合が多いと推測される。高学年向けでは末期には、漫画を数多く掲載する別冊付録を付け、本誌を学習的内容の比率の高い物にする策を取っていた。また、会社の社員に子供がいる場合、その社員の子供に、小学校入学祝いとして『一年生』等、学年誌が配られることもある。

### 近年の特色
以下は2000年代に刊行されている誌面（三年生 - 六年生は最終号まで）の内容である。
- 『五年生』までは、ノベルティやペーパークラフト、小冊子など、ほぼ必ず付録として同梱されている。『六年生』でも不定期的ながら、CDが付録となった例もある。
- 『一年生』と『二年生』では字の書き取り、計算など、学校授業の補習的内容の平易な学習問題が多く掲載されている。1990年代中頃まで有料（切手払い）で行っていた添削サービスは、現在はドラゼミにその役割を譲っている。
- 『二年生』から『五年生』にかけては漫画連載が主体であり、作品によっては同一作品を複数誌に並行連載したり誌別に書き下ろしたものを連載させている。『コロコロコミック』のような、ゲームソフトや小学館系アニメ番組を中心としたホビー情報も掲載している。
- 『四年生』から『六年生』の連載漫画では、年度を区切りとする他、前学年の2・3月号から開始する例も見られた。作品によっては1年で区切らず、ストーリーが継続するように学年を跨いで長期連載をしている作品も存在した。
- 『六年生』では1990年代末よりローティーン向けの総合情報誌的な構成にシフトするようになり、他学年誌よりタレントを多く取り上げている。また、2003年度頃より顕著に作家・漫画家・スポーツなど著名人のインタビュー記事を取り上げている。2005年度からはA4ワイド判へ変更し、いわゆる中学生デビューに関連する記事や将来の職業選択にまつわる「12歳のハローワーク」などの記事、経済的な問題について取り上げ、野村伸原作の『トップ 放課後社長は12さい』などそれに連携した漫画を掲載し、少し背伸びした大人な内容へ舵を切っていた。これは『13歳のハローワーク』のヒットやヒルズ族の躍進による影響がうかがえる。
- 誌面のグラビアではスポーツ（松井秀喜やイチローなどのメジャーリーグとオリンピック関係中心）や、番宣・CD発売などのプロモーションを兼ねてタレントを取り上げている。一部は複数誌で共用している場合も見受けられる。
  - 取り上げられる芸能人はジャニーズ事務所・よしもと・ハロー!プロジェクトの所属タレントが代表格で、特に『五年生』・『六年生』では毎月ジャニーズ系タレントを取り上げていた。ここ近年ではベッキーやヘキサゴンファミリー、オードリーなども取り上げられていた。
- 『四年生』以上では、ジャニーズタレント（嵐・KAT-TUN・Ya-Ya-yah・Hey! Say! JUMPなど）が表紙写真となる事が多かった。その場合はジャニーズ事務所との肖像権の契約上、公式サイト上ではシルエットにされた上での掲載、通販サイトなどでは掲載を見合わせている。『六年生』2005年4月号では1988年当時12歳の香取慎吾のインタビュー記事を用いて現在の本人と対談する企画があり、過去と現在の香取がツーショットをとる構図の表紙写真は黒塗りのシルエット加工された上での掲載となった。
- 2006年に12歳以下の小学生が投稿対象となる12歳の文学賞が設けられた。

### 不祥事・問題となった号
- 『六年生』2004年9月号（8月上旬発売）で「メール&レター達人道」という携帯電話のメールや手紙を書く際のマナーやデコレーションなどのテクニックを取り上げた特集記事の中でURLを掲載して紹介した勝手サイトの内4つのサイトで出会い系サイトの広告とハイパーリンクが有った事が購入した保護者の抗議で発覚し、8月10日に新聞社告を掲載して自主回収のうえ当該箇所を削除した訂正本と交換する措置を図った。当時はフィルタリングサービスやキッズケータイはもとより年少者の携帯電話の所持がそう普及していなかった時代であり、メディア・リテラシーが欠如した状況で携帯電話の所持を掻き立てさせる内容は非難された。
- 『8年生』第4号（2017年9月28日発売）内「まんがで読む人物伝（画︰藤波俊彦）」で、内閣総理大臣安倍晋三の政治経歴を記載した漫画をギャグ調で掲載したが、作品内の第1次安倍内閣における辞任の経緯（難病の潰瘍性大腸炎を発症）等の描写がTwitter等のインターネット上で「一国の首相を揶揄している」「回収すべきだ」などの声が出るなど物議を醸した。小学館の編集長は「第4号は、9月14日に編集作業を終えていた。解散の報道がなされ始めたのが9月18日頃からであり、本作と今回の衆議院議員選挙とは何ら関係がなく、潰瘍性大腸炎の患者を揶揄するつもりもなかった」と釈明している[22][23]。なお、本作を書いた藤波は今回の件に関する言及や謝罪等は一切行っていない。

### 性教育にまつわる掲載
- 1990年代より読者が第二次性徴期を迎える年齢に合わせて、山本直英が創立した性教育を大きく推進している団体「"人間と性"教育研究協議会」の監修の下、思春期に訪れる外面的・内面的な体の変化（初潮・精通・コンプレックス・男女の違い・いじめなどの人間関係）についてQ&A形式の記事が『五年生』に連載されており、投書（質問）が掲載されるとノベルティが贈呈される。2004年からは『ないしょのつぼみ』本編次ページと、2005年より付録小冊子内にそれぞれコーナーが設けられている。
- 2001年から2002年には『五年生』で山辺麻由による漫画『おとな図鑑』で性教育にまつわるシチュエーションが描かれ、2003年には単行本化している。小学生に向けて性交について具体的に解説するといった内容が過激であるとして、『週刊新潮』2003年1月30日号のジェンダーフリーに纏わる記事で取り上げられた。2003年には同じく山辺麻由による『思春期革命』が掲載された。
- 2004年度から『五年生』で連載開始されたやぶうち優『ないしょのつぼみ』は魅力的な画風と取り上げるテーマが所以して、本来の読者層以外の年齢層からも支持された。また、学習雑誌発の作品としては久しぶりにOVAされた。『五年生』が休刊した2010年度からは『小学四年生』に掲載され、同誌の休刊まで連載された。
- 『六年生』2004年9月号の別冊付録「小六文庫」で掲載された石田衣良の「ぼくたちがセックスについて話すこと」（直木賞受賞作である『4TEEN』の一編）について、登場人物の男子中学生が教室で性に関わるある事について晒し者にされカミングアウトする流れがあり、性教協の役員が執筆した補足的なコラムにはそれを肯定する内容が記述されたため、一部の識者や雑誌で物議を醸した。なお当該号は別件で自主回収の上、訂正本に交換される措置が執られたものの、この件では特に訂正や、セクシュアリティにまつわる作品を掲載した経緯についての弁明はされていない。
- 第二次性徴について真っ当に掲載している唯一の小学生向け雑誌として評価された。その一方、"人間と性"教育研究協議会関係者の監修・助言の上で編集されているため、性教育に慎重な識者や読者の保護者との中立性が保たれていない。
- 2008年から『五年生』の性教育コラム「ないしょの思春期クリニック」の監修・回答者が、性教協役員から社団法人日本家族計画協会クリニックの産婦人科医（ないしょ―OVA版の解説も担当している）へ変更され、最終号（2010年3月）まで掲載が続けられた。

### 通信教育のプロモーション
1990年代中頃までは例年4月号が発売される頃に福武書店～ベネッセコーポレーションの通信教育サービス『進研ゼミ幼児講座→こどもちゃれんじ』（『学習幼稚園』のみ）や『進研ゼミ小学講座』（『小学一年生』 - 『小学六年生』）の申し込みはがき付広告が掲載され、受講者獲得のために展開してきた。1990年代後半以降、こどもちゃれんじ・進研ゼミはダイレクトメール送付による勧誘へ全面的に移行したことにより広告から退き、2000年以降は小学館プロダクションが『ドラゼミ』の事業を開始した事に伴い、主に背表紙裏面または中間カラー面に同広告が掲載されている。

## 各誌の連携
年度替りごとに読者を引き継いでいく格好になるため、例えば漫画の新連載が年度始めよりも前倒しに前学年の1 - 3月号からスタートする等の連携は見られる。ただし、そういった事以外での連携はかなり少ない。
また、複数誌に渡って同じキャラクター・原作の漫画が載る事があるが必ずしも横並びではない。例えば、1994年から1995年度に『ウェディングピーチ』が連載されたが『小学一年生』・『小学三年生』・『小学四年生』のみで、『小学二年生』では連載されなかった。また2004年度にはこれと逆に、テレビアニメの企画を元に『みらくる・ドリーム ミンキーモモ』が『小学二年生』のみで連載されていた。そして2007年現在では同様に、『名探偵コナン』の扱いが各誌ごとで大きく異なっている。
他にも、各誌ごとの方針の違いも目立つ。例えば2000年代の『小学五年生』では『ないしょのつぼみ』などの少女向け漫画、企画が非常に充実していたが、同時期の『小学六年生』は『小学五年生』と比較するとかなり減少していた。こういったところで、学年が上がる際の読者の取りこぼしも少なからず存在しているとの懸念もある。

## 小学館学年誌杯争奪全国小学生将棋大会
小学館と日本将棋連盟のタイアップによって開催された小学生を対象とする将棋大会であり、2003年から毎年1月に一ツ橋の小学館社屋で実施されている。総合優勝決定トーナメント上位2名（小学校6年の児童は除外）は小学生将棋名人戦 東日本大会の出場権が与えられる。大会委員長は森内俊之。
この大会の開催に合わせて、「小学五年生」（駒魂伝!のみ、六年生でも別エピソードで同時並行）で将棋を題材とする漫画が森内俊之の監修付きで連載が行われた。大会開催時にはその当時掲載されていた作品の主人公達のイラストのカットがポスターなどに起用された。第7回以降のポスターイラストは後継誌の「GAKUMANplus」で連載作品を持つ村川和宏が再び担当している。
- マサルの一手!（作：村川和宏） - 2002年11月号-2006年2月号
- うちゅうの王（作：ささけん） - 2007年4月号-2008年3月号
- 風の棋士ショウ（作：武村勇治） - 2008年4月号-2009年3月号
- 駒魂伝!（こまだまでん- 作：矢沢柴） - 五年生 2009年4月号-最終号（2010年3月号）、六年生 2009年4月号-最終号（2010年1・2月合併号）

第7回については、2009年秋の小五・小六の休刊決定に伴い、急遽繰り上がる形で2009年12月に実施され、小五・小六それぞれの最終号で大会結果の掲載が行われた。
第8回は「小学四年生」誌面と学習雑誌のホームページ「ネットくんプラス」の告知後、2011年1月16日に、第9回は同様の告知をした上で2012年1月29日にそれぞれ開催されたが、2013年の開催を見送り、それ以降の開催も未定とされたことが「ネットくんプラス」で発表されている。

## 発行部数
- 1954年（昭和29年） - 『小学一年生』65万部、『小学二年生』45万部、『小学三年生』30万部、『小学四年生』30万部、『小学五年生』23万部、『小学六年生』15万部[25]
- 1955年（昭和30年） - 『小学一年生』60万部、『小学二年生』52万部、『小学三年生』30万部、『小学四年生』22万部、『小学五年生』17万部、『小学六年生』16万部[26]
- 1956年（昭和31年） - 『小学一年生』65万部、『小学二年生』60万部、『小学三年生』55万部[27]

### 最大発行部数
各誌ごとの最大発行部数は以下の通り。
| 雑誌名                          | 部数       | 年代・号    | 備考               | 出典          |
| ------------------------------- | ---------- | ----------- | ------------------ | ------------- |
| 小学一年生                      | 128万部    | 1973年1月号 |                    | [ 28 ]        |
| 小学一年生 （年度ごとの月平均） | 116万部    | 1974年      | 実売部数96万5000部 | [ 29 ] [ 30 ] |
| 小学二年生                      | 111万部    | 1973年1月号 |                    | [ 31 ]        |
| 小学三年生                      | 102万部    | 1973年4月号 |                    | [ 32 ]        |
| 小学四年生                      | 82万部     | 1973年4月号 |                    | [ 32 ]        |
| 小学五年生                      | 63万5000部 | 1973年4月号 |                    | [ 33 ]        |
| 小学六年生                      | 46万部     | 1973年4月号 |                    | [ 33 ]        |

### 年度別月平均発行部数推移
日本雑誌協会のデータによる各誌ごとの月平均発行部数推移は以下の通り。なお、この場合の「年度」とは、前年の10月からその年の9月までの期間である。
| 雑誌名     | 2004年度 | 2005年度 | 2006年度 | 2007年度 | 2008年度 | 2009年度 | 2010年度 | 2011年度 | 2012年度 | 2013年度 |
| ---------- | -------- | -------- | -------- | -------- | -------- | -------- | -------- | -------- | -------- | -------- |
| 学習幼稚園 | 9.5万部  | 9.5万部  | 9.6万部  | 10.1万部 | 10.3万部 | 10.0万部 | 8.3万部  | 6.0万部  | 5.5万部  | 4.7万部  |
| 小学一年生 | 27.6万部 | 29.2万部 | 31.8万部 | 29.9万部 | 25.5万部 | 23.6万部 | 18.2万部 | 16.7万部 | 17.0万部 | 14.2万部 |
| 小学二年生 | 17.4万部 | 20.5万部 | 23.0万部 | 20.9万部 | 16.7万部 | 12.4万部 | 10.4万部 | 7.7万部  | 7.5万部  | 6.6万部  |
| 小学三年生 | 11.1万部 | 12.7万部 | 15.1万部 | 15.8万部 | 12.1万部 | 8.4万部  | 6.5万部  | 5.0万部  | （休刊） | （休刊） |
| 小学四年生 | 7.5万部  | 8.0万部  | 9.5万部  | 10.4万部 | 9.1万部  | 6.5万部  | 4.7万部  | 2.9万部  | （休刊） | （休刊） |
| 小学五年生 | 5.8万部  | 5.8万部  | 6.2万部  | 6.7万部  | 6.2万部  | 非公表   | （休刊） | （休刊） | （休刊） | （休刊） |
| 小学六年生 | 5.3万部  | 5.2万部  | 5.2万部  | 4.7万部  | 5.0万部  | 非公表   | （休刊） | （休刊） | （休刊） | （休刊） |

2007年度は『学習幼稚園』・『小学三年生』・『小学四年生』・『小学五年生』で昨年度より増加に転じた。
2008年度は『学習幼稚園』以外の全ての雑誌で2007年度より減少に転じ、『小学三年生』・『小学四年生』は2006年度よりも下回った。
2009年度は全ての雑誌で下回った。特に『小学三年生』・『小学四年生』の減少具合が著しい。なお、『小学五年生』・『小学六年生』については公表されていない。
2010年度は価格が大幅に値上げされ、全ての雑誌で下落した。特に『小学二年生』から『小学四年生』までは2007年度の半分程度にまで下がっている。
2011年度は『小学二年生』が大幅に減少した。
2012年度は各誌とも微減傾向にある。

### 学習幼稚園
|                             | 1 - 3月    | 4 - 6月   | 7 - 9月    | 10 - 12月 |
| --------------------------- | ---------- | --------- | ---------- | --------- |
| 2008年（平成20年）          |            | 95,000 部 | 100,000 部 | 95,000 部 |
| 2009年（平成21年）          | 115,000 部 | 98,000 部 | 92,000 部  | 90,000 部 |
| 2010年（平成22年）          | 100,000 部 | 75,000 部 | 70,000 部  | 60,000 部 |
| 2011年（平成23年）          | 65,000 部  | 61,000 部 | 55,000 部  | 55,000 部 |
| 2012年（平成24年）          | 60,000 部  | 55,000 部 | 50,000 部  | 45,000 部 |
| 2013年（平成25年）          | 55,000 部  | 47,000 部 | 42,000 部  | 41,000 部 |
| 2014年（平成26年）          | 50,000 部  | 43,000 部 | 40,000 部  | 40,000 部 |
| 2015年（平成27年）          | 50,000 部  | 36,000 部 | 42,000 部  | 38,000 部 |
| 2016年（平成28年）          | 40,000 部  | 36,000 部 | 36,000 部  | 33,000 部 |
| 2017年（平成29年）          | 35,000 部  | 30,000 部 | 27,000 部  | 24,000 部 |
| 2018年（平成30年）          | 25,000 部  | 23,000 部 | 19,000 部  | 19,000 部 |
| 2019年（平成31年/令和元年） | 23,000 部  | 18,000 部 | 18,000 部  | 18,000 部 |
| 2020年（令和2年）           | 20,000 部  | 18,000 部 | － 部      | 18,000 部 |
| 2021年（令和3年）           | 18,000 部  | － 部     | 18,000 部  | 18,000 部 |
| 2022年（令和4年）           | － 部      | － 部     | － 部      | － 部     |

### 小学三年生
|                    | 1 - 3月   | 4 - 6月    | 7 - 9月    | 10 - 12月 |
| ------------------ | --------- | ---------- | ---------- | --------- |
| 2008年（平成20年） |           | 128,333 部 | 101,667 部 | 88,750 部 |
| 2009年（平成21年） | 97,500 部 | 85,000 部  | 67,667 部  | 63,250 部 |
| 2010年（平成22年） | 81,500 部 | 70,667 部  | 51,000 部  | 44,750 部 |
| 2011年（平成23年） | 60,000 部 | 52,334 部  | 42,334 部  | （休刊）  |

### 小学四年生
|                    | 1 - 3月   | 4 - 6月    | 7 - 9月   | 10 - 12月 |
| ------------------ | --------- | ---------- | --------- | --------- |
| 2008年（平成20年） |           | 103,667 部 | 80,000 部 | 67,500 部 |
| 2009年（平成21年） | 74,000 部 | 66,667 部  | 56,000 部 | 50,750 部 |
| 2010年（平成22年） | 59,000 部 | 46,667 部  | 34,667 部 | 24,500 部 |
| 2011年（平成23年） | 33,500 部 | 20,500 部  | 26,667 部 | （休刊）  |

### 小学五年生
|                    | 1 - 3月   | 4 - 6月   | 7 - 9月   | 10 - 12月 |
| ------------------ | --------- | --------- | --------- | --------- |
| 2008年（平成20年） |           | 73,333 部 | 59,667 部 | 50,000 部 |
| 2009年（平成21年） | 59,000 部 | 58,334 部 | 44,000 部 | （休刊）  |

### 小学六年生
|                    | 1 - 3月   | 4 - 6月   | 7 - 9月   | 10 - 12月 |
| ------------------ | --------- | --------- | --------- | --------- |
| 2008年（平成20年） |           | 59,667 部 | 51,000 部 | 37,750 部 |
| 2009年（平成21年） | 60,000 部 | 52,667 部 | 41,334 部 | （休刊）  |

『小学一年生』と、『小学二年生』についてはそれぞれの項目を参照。

## 競合誌
- 科学と学習シリーズ（学習研究社） - 1946年創刊。学研の創業者・古岡秀人はかつて『小学三年生』編集部に勤めていたことがあり後に本誌に倣った『科学と学習』シリーズを創刊、ライバル誌となった。しかし近年は購読者数の減少もあり、2004年には『学習』が季刊となった。2010年3月限りで『科学』・『学習』共に『大人の科学』を除いて休刊した。
- たのしい○年生 / たのしい幼稚園（講談社） - 昭和30年代に創刊。当初は本誌と同じ幼稚園児向けの「たのしい幼稚園」および小学1年生向けの「たのしい一年生」から小学6年生向けの「たのしい六年生」まで揃えられていたが、昭和40年代以降は現存する「たのしい幼稚園」を除いて全て休刊となる。その後、「たのしい幼稚園」も「幼稚園」と競合する外部版権の特撮ヒーロー・アニメキャラクターが主体の雑誌に転換され、2005年度に名乗っていた「かしこい一年生」から誌名を変更する形で事実上の復刊を果たし、2006年度に限って「たのしい一年生」は、「入学準備 小学一年生」と競合する特撮・アニメをメインとした雑誌として「たのしい幼稚園」の増刊ながら年長児向けの入学準備雑誌に形態を変えて不定期に刊行されていた。それ以降は「たのしい一年生」の代替手段として、講談社が競合企業の小学館と協力して毎年「たのしい幼稚園」に小学館の雑誌である「学習幼稚園」や「入学準備 小学一年生」の広告を掲載して読者の斡旋を行っている。
- ポピー（全日本家庭教育研究会・新学社） - 特約書店で販売される。中学生向けの教材もある。
- 『進研ゼミ小学講座』（ベネッセ）
- 『ジュニアエラ』（朝日新聞出版）
- 『たくさんのふしぎ』（福音館書店）